# 514

## Hlavy států
- Papež – Symmachus (498–514) » Hormisdas (514–523)
- Byzantská říše – Anastasius I. (491–518)
- Franská říše
  - Soissons – Chlothar I. (511–561)
  - Paříž – Childebert I. (511–558)
  - Orléans – Chlodomer (511–524)
  - Remeš – Theuderich I. (511–534)
- Perská říše – Kavád I. (488–496, 499–531)
- Ostrogóti – Theodorich Veliký (474–526)
- Vizigóti – Amalarich (511–531)
- Vandalové – Thrasamund (496–523)